# 昭南忠霊塔

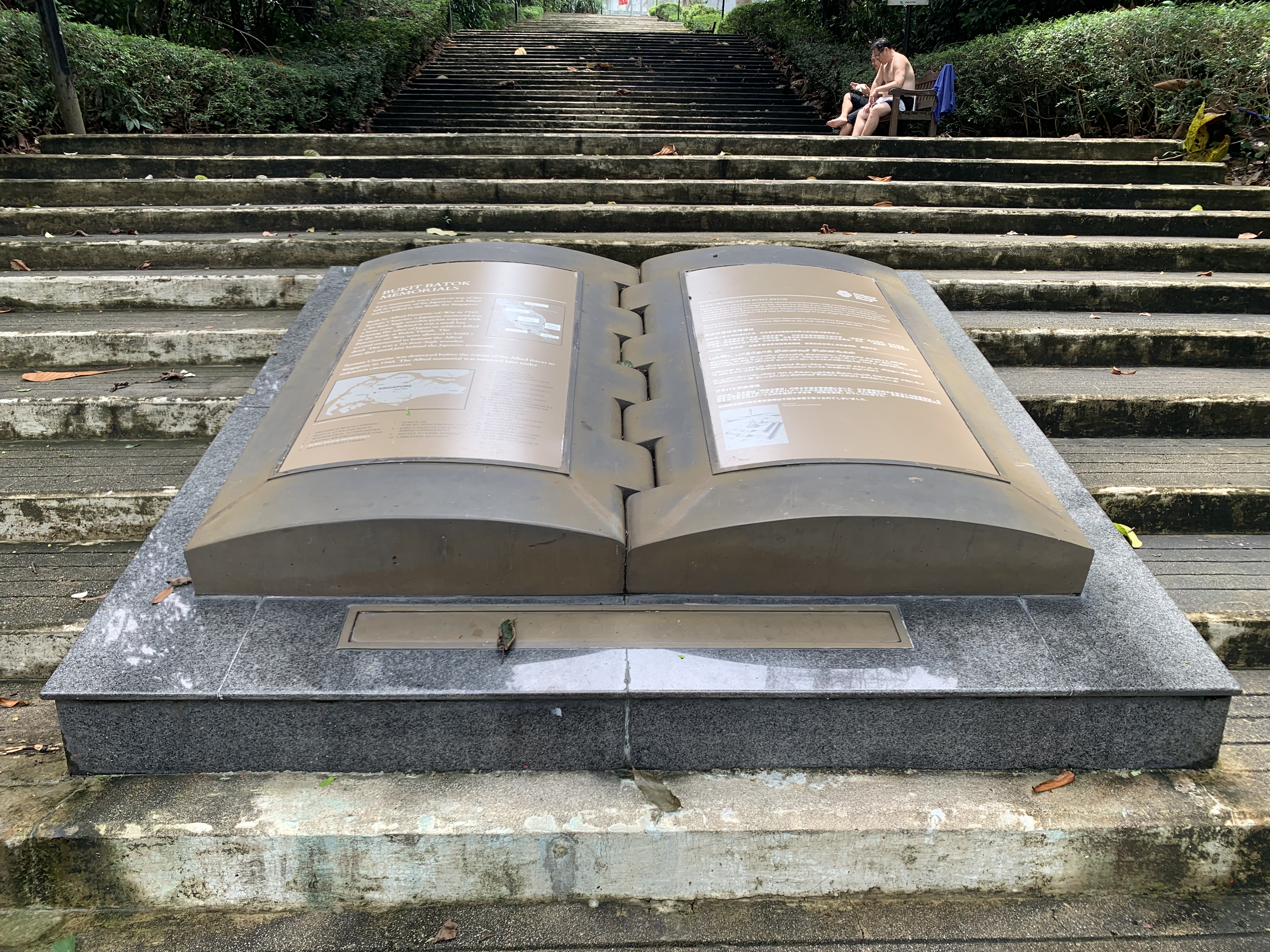
現在ブキット・バトクの丘に残る参道跡の階段とその中央に設置されている記念碑

昭南忠霊塔（しょうなんちゅうれいとう）は、1942年10月に、シンガポールを占領していた日本軍が、市内のブキット・バトクに建立した忠霊塔。連合軍の捕虜を使役して参道が設けられ、日本軍の占領期間中は「忠霊塔参拝」が励行された。1945年8月の日本軍降伏後に取り壊された。

## 建立
1942年2月15日に英軍が降服してシンガポール攻略戦が終わり、日本軍(第25軍)がシンガポールを占領すると、第25軍司令官の山下奉文中将は、シンガポール最大の激戦地となり、日英双方に多くの犠牲者を出したブキテマ高地を「武威山」と命名、マレー作戦およびシンガポール攻略戦で戦死した3,500柱の英霊を慰めるため、同高地に山下が自ら設計した忠霊塔が建設されることになった。
忠霊塔の建立は、昭南神社と同じく、当初は横山部隊（第15独立工兵連隊）、後に田村部隊（工兵第5連隊）が担当し、1942年5月頃から数週間かけて、連合軍の捕虜を使役して、ブキット・バトクの丘の上に至る参道が建設された。ブキテマ街道から丘の頂上まで百数十段の石の階段が3段にわたって作られた。
忠霊塔は同年9月に竣工し、9月10日に除幕式が行なわれた。第25軍軍政顧問の徳川義親は、マライ各州のスルタンから忠霊塔建設のための寄付金を徴収し、除幕式の後、同月13日にジョホール州のスルタンから5,000円、翌10月9日にケダ州のスルタンから5,000円を受領した。
忠霊塔は、先端を円錐状の銅で覆った高さ12メートルの木造の塔だった。塔の北側には高さ約3メートルの十字架標が建てられ、連合軍戦死者の霊を弔った。

## 参拝
日本軍の占領期間中には東方遥拝とあわせて「忠霊塔参拝」が励行された。1943年1月20日に開催された「サルタン会同」の前には、マラヤ・スマトラ各州のスルタンによる忠霊塔への基金献納、忠霊塔参拝が行われた。また祝日に日本人や現地の人々が訪れたり、マラソンのゴールになったりした。

## 破壊
篠崎 (1976, p. 205)は、1945年8月18日に第7方面軍司令官板垣征四郎大将から麾下の部隊長、軍政監部および市政庁の部科長以上に日本の降伏が告げられると、翌日以降忠霊塔や昭南神社の爆破、破壊が行われたとしている。
サイレンバーグ (1988, pp. 212–213)は、忠霊塔は解放後に進駐してきたグルカ兵によって最初にダイナマイトで爆破された、としている
。

## 現況
2012年現在、ブキット・バトクの丘の上には参道とそこに続く階段が残されており、階段を上がったところに記念碑が設置されている。